# 紅米5
紅米5是小米科技於2017年12月7日發表的智能手機，以平價全螢幕手機設計為賣點。採用高通驍龍450處理器、5.7吋1440×720 HD+螢幕、2GB／3GB記憶體、16GB／32GB儲存空間、Android 7.1.2（MIUI 9）。
2017年12月12日，在中國大陸正式上市。
2018年1月24日，在香港舉行發佈會。
2018年1月25日，在台灣舉行發佈會。

## 外部連結
- （简体中文）紅米5中國大陸 （页面存档备份，存于）
- （繁體中文）紅米5台灣 （页面存档备份，存于）
- （繁體中文）紅米5香港 （页面存档备份，存于）